# Felip Teixidor i Benach
Felip Teixidor i Benach (Vilanova i la Geltrú, 31 de juliol de 1895 – Cuernavaca, 30 de maig de 1980) fou un publicista i bibliòfil mexicà d'origen català.

## Primers anys
Pertanyia a una família benestant d'orígens xuetes mallorquins. El seu avi Josep A. Benach Barceló, havia estat alcalde de Vilanova (1879-1881), diputat provincial i membre del cercle personal de Víctor Balaguer.
Va fer els primers estudis al Col·legi Francès de Barcelona, i el 1911 va treballar per a l'editorial Garnier com a traductor al francès d'autors espanyols. El 1912 es va quedar orfe i va marxar sol a viure a París, con contactà amb la bohèmia artística catalana. Freqüentà l'Acadèmia d'Estrangers, on conegué el pintor Diego Rivera, qui li despertà l'interès per Mèxic.
En esclatar la Primera Guerra Mundial va abandonar París i retornà a Catalunya. A partir de 1915 visqué entre Barcelona i Vilanova, on es va fer amic dels pintors vilanovins Rafael Sala Marco, Enric C. Ricart i Josep Francesc Ràfols i Fontanals, col·laborant a la revista Themis.

## Establiment a Mèxic
L'octubre de 1918 marxà a Amèrica amb el seu amic el pintor Rafael Sala Marco, i mentre que aquest anava a Nova York, Felip Teixidor s'establí a Mèxic el 1919, on començà donant classes d'història en una escola secundària i adquirint llibres de vell a l'antiga burgesia per vendre'ls a l'antiga llibreria Porrúa, de la que en fou assessor.
Simultàniament gràcies a la seva amistat amb Genaro Estrada, secretari d'educació pública, col·laborà amb l'obra cultural del Govern sortit de la revolució mexicana. Després treballà a la Secretaría de Relaciones Exteriores, on va formar part de l'equip del ministre José Vasconcelos. El 1927, a la mort del seu amic Ramon Sala es casà amb la seva vídua, Monna Alfau. El 1928 adquirí la nacionalitat mexicana.
Després passà a la Secretaría de Hacienda y Crédito Público, i entre 1935 i 1939 fou secretari del director general de Petróleos Mexicanos (Pemex), on s'ocupà de mantenir operatives les companyies petrolieres expropiades pel president Lázaro Cárdenas del Río. Aprofità el seu càrrec i influències per a ajudar els exiliats republicans catalans i col·laborà amb la Comunitat Catalana de Mèxic.
El 1947 va deixar els seus càrrecs a l'administració per treballar com a assessor de l'Editorial Porrúa, treballant per a la recuperació de la bibliografia mexicana. Va coordinar l'edició del Diccionario Porrúa de Historia, Geografía y biografía de México (1964) i la col·lecció Sepan cuantos.... El 1955 va fer alguns viatges a Vilanova amb la seva esposa.
El 1980 fou designat membre de l'Academia Mexicana de la Lengua, però va morir abans de prendre possessió del càrrec.